# Implizites Gedächtnis
Das implizite Gedächtnis ist jener Teil des Gedächtnisses, der sich auf Erleben und Verhalten des Menschen auswirkt, ohne dabei ins Bewusstsein zu treten. Der Begriff dient der Abgrenzung zum expliziten Gedächtnis, das unter anderem das autobiographische oder Episodengedächtnis enthält, also Gedächtnisinhalte, über die verbal berichtet werden kann. Ein wichtiger Teil des impliziten Gedächtnisses ist das prozedurale Gedächtnis, in dem automatisierte Handlungsabläufe wie Gehen, Radfahren usw. abgelegt sind.
Zeigen lässt sich das Wirken eines impliziten Gedächtnisses unter anderem mit Priming-Effekten. Wenn ein Reiz implizit Gedächtnisinhalte aktiviert, kann dadurch die Verarbeitung eines nachfolgenden Reizes beeinflusst werden. So kann ein Wort (zum Beispiel „Narkose“) durch Assoziation unbewusst ein Wortfeld (hier: „Operation“) aktivieren, sodass ein zweites Wort (zum Beispiel „Skalpell“) schneller oder leichter erkannt wird.
Vertrautheit entsteht durch mehrfache Kontakte, ohne dass sie bewusst wahrgenommen werden müssen. Der Mere-Exposure-Effekt, nach dem wir Dinge nach bloßer Wahrnehmung positiver bewerten, beruht meist auf dem impliziten Gedächtnis. Dies kann auch dazu führen, dass wir Aussagen nur deshalb als wahr ansehen, weil wir sie schon öfter gehört haben (sog. Wahrheitseffekt).
Auch das Lernen durch Konditionierung verbleibt in aller Regel im impliziten Gedächtnis.